# ФК Керала Бластърс
Керала Бластърс (на английски: Kerala Blasters; на малаялам: കേരള ബ്ലാസ്റ്റേഴ്സ്) е футболен клуб от Кочин, щата Керала, Индия.
Създанен е на 24 май 2014 г. с цел участие в Индийската суперлига (ИСЛ). Собственици на отбора са един от най-известните индийски състезатели по крикет Сачин Тендулкар и предприемачът Прасад В. Потлури. Отборът е кръстен на Тендулкар, чиито прякор е Мастър Бластър.

## История
На 13 април 2014 г. Тендулкар и Потлури печелят наддаването за франчайз отбор, базиран в Кочин, а на 27 май проектът е официално стартиран. На 19 август отборът подписва договор с марковия си играч и играещ-треньор Дейвид Джеймс.

### Дебютен сезон 2014
В дебютния си мач, Келара Бластърс губи с 0:1 като гост на Нортийст Юнайтед на 13 октомври 2014 г. Осем дни по-късно срещу Ченай, Иън Хюм отбелязва първия гол в историята на отбора. На 30 октомври тимът записва първата си победа - срещу Пуна Сити с 2:1.
След началото на сезона с пет мача като гост, Керала Бластърс изиграва първия си мач като домакин на 6 ноември 2014 г. срещу Гоа. Милагрес Гонсалвес вкарва за Бластърс за домакинска дебютна победа с 1:0 срещу Гоа пред 49 517 фенове на стадион Джавахарлал Неру. Керала Бластърс успява да подпечата своето място във финалите на 9 декември 2014 г. Победата с 1:0 над Пуна Сити осигурява на Керала Бластърс класирането.
Отборът изиграва първия си финал на 13 декември 2014 г. срещу южните си съперници Ченай. Въпреки че не е смятан за фаворит, Керала Бластърс печели у дома с 3:0 чрез голове от Ишфак Ахмед, Иън Хюм и Сушант Матю. По време на ответния мач в Ченай, Керала Бластърс претърпява шок. Въпреки че води с 3:0 от първия мач, Ченай успява да изравни като спечелва с 3:0 в редовното време. Въпреки това, в продълженията Керала Бластърс успява да отбележи решителен гол в 117-ата минута от Стивън Пиърсън, за да спечели общо с 4:3 и по този начин да отиде на финала.
Там, Керала Бластърс приема Атлетико де Колката в Мумбай. Има продължения, след което Атлетико повежда с гол на Мохамед Рафик в 95-ата минута, а Калкута става шампион на Индия.

### 2015
След сезон 2014 г. става ясно, че Дейвид Джеймс няма да се върне в клуба като треньор и марков играч. На 12 май 2015 г. е обявено, че бившият треньор на Англия U20 Питър Тейлър ще поеме ролята на треньор. Новите чуждестранни попълнения, които идват за сезона са Питър Рамадж, Стивън Байуотър, Бруно Пероне, Санчес Ват, Жоао Коимбра и марковия играч Карлос Марчена.
Първият мач от сезона се играе на стадион Джавахарлал Неру, където Керала Бластърс е домакин на Нортийст Юнайтед. Бластърс печели с 3:1 чрез голове на Хосу, Мохамед Рафи и Санчес Ват. Въпреки това, следващия им мач срещу Мумбай Сити завършва наравно и след това следват загуби в четири мача, което в крайна сметка води до освобождаване на Питър Тейлър като старши треньор. Помощник-треньорът Тревър Моргън води отбора за един мач, преди Тери Фелън да бъде назначен за остатъка от сезона. Това не се отразява по никакъв начин на отбора, който завършва втория си сезон на последно място, тъй като не успява да се класира за финалите.

### 2016
В опит да се върне към водещите отбори, Керала Бластърс обявява подписването с бившия мениджър на Кристъл Палас Стив Копъл на 21 юни 2016 г. Седмица по-късно, клубът обявява привличането на национала на Северна Ирландия Аарон Хюз като свой марков играч за сезона. Други ходове, направени преди сезона, включват подписването на Греъм Стак, Кервънс Белфорт, Дъкенс Нейзън и Мохамед Рафик и завръщането на бившите играчи Майкъл Чопра и Седрик Ангбар.
Сезонът започва със загуба у дома с 0:1 от Нортийст Юнайтед. След първия месец от сезона, Бластърс има една от най-добрите защити в лигата, но се затруднява при отбелязването на голове. През втората половина на сезона, след завръщането на C.K. Винеет от наем от Бенгалуру, Бластърс успява да намери място във финала.
След като завършва на второ място по време на редовния сезон, Керала Бластърс приема третия в класирането Делхи Дайнамос в първия кръг на финалите. Първият етап се провежда на 11 декември в Кочин. Бластърс печели мача с 1:0 чрез попадение в 65-ата минута на Kервънс Белфорт. По време на втория мач в Делхи, Дайнамос печелят с 2:1 в продълженията, което означава, че развръзката ще дойде след изпълнение на дузпи. Керала Бластърс печели с 3:0 в дузпите, като се класира на финал.
Във финала, Керала Бластърс е домакин на Атлетико де Колката. Бластърс повежда рано чрез Мохамед Рафи, преди Колката да изравни скоро след това. Мачът отива на дузпи. Керала Бластърс губи с 3:4 и по този начин е победен за втори път в рамките на три сезона.

## Цветове и лого
Екипите и логото на Керала Бластърс са представени по време на официалното откриване на клуба на 15 септември 2014 г. Цветовете са жълто и синьо. Мажоритарният собственик Салих Тендулкар казва: „Идеята зад жълтата фланелка е, че цвета означава решителност и вяра. Керала Бластърс трябва да върви и да се представя по най-добрия възможен начин и за всички почитатели на Керала Бластърс, да имат вяра в отбора, че ще излязат и ще играят в правилния дух“.
Логото е създадено около слон, един от основните символи на Керала, и отразява неговото място в културата и празненствата на Керала. Логото е създадено, за да символизира наследството, културата, духа и страстта на Керала и любовта му към футбола. Според тогавашния съсобственик на отбора, Прасад В. Потулури, „Логото отразява културното и спортно наследство на Керала, символизирано от слона. Слонът е символ на силата и гордостта, вкоренени в семейството и общността, отразяващи стремежа и духа на Керала Бластърс“.

### Спонсорство
На 29 септември 2014 г. е обявено, че Muthoot Pappachan Group, местна бизнес фамилия в Керала, ще бъде главният спонсор на Керала Бластърс. Първоначалното споразумение с Muthoot Pappachan Group е да спонсорира Бластърс за един сезон, но с възможността да продължи партньорството. Месец по-късно, на 24 октомври, отбора обявява официално, че германският производител на спортни стоки Puma ще бъде част от спонсорите за сезон 2014 г. И двата спонсора продължават да са такива и през 2015 г., преди само Muthoot да остане като главен спонсор за сезон 2016.

## Стадион
Керала Бластърс играе домакинските си мачове на стадион Джавахарлал Неру в Кочин. Стадионът е многофункционален, като се използва основно за футбол и крикет. Стадионът е домакин на мачове както за националния отбор на Индия, така и за отбора по крикет на Индия. В миналото стадионът е бил домакин на клубовете на Националната футболна лига и I-лига ФК Кочин и Вива Керала. Стадионът се използва също от Кочи Тъскърс Керала от Индийска премиер лига и сред местата за провеждане на Световното първенство по футбол за юноши до 17 г. през 2017 г.

## Привърженици и съперници
Manjappada Fan Group са най-активната и най-голяма фен фракция на Керала Бластърс и индийската Суперлига като цяло. Основана е през 2014 г., когато са създадени и самите Бластърс с цел всички фенове на отбора да бъдат под една шапка. Преди всеки мач, ултрасите влизат на стадиона рано, за да подготвят хореография, банери и балони.
Бластърс са известни в суперлигата с техните фанатични поддръжници, известни заедно като „Жълтата армия“. Средно с над 55 000 зрители на мач, Керала Бластърс имат най-високата средна посещаемост в лигата всеки сезон, който са играли. Според местен таксиметров шофьор "когато има мач [в Кочин], има задръстване в града. Всъщност не можете да отидете на улицата, където е стадионът. Стадионът (около 5 километра) е пълен с фенове, а с колата може да ви отнеме още два часа, за да го достигнете." В Керала хората подкрепят футбола неуморно. И при загуби, те винаги са там многобройни."
Основен съперник на Бластърс е друг южен отбор, Ченай. Бившият главен треньор на Ченай Марко Матераци е изгонен от резервната скамейка, когато двата отбора се изправят един срещу друг на финалите от 2014 г. Бившият италиански национал е наказан за един мач през 2016 г., когато той участва в сблъсъка между играч на Ченайн и играч на Керала Бластърс. Този инцидент се отразява на ответния мач в Кочи, когато феновете на Керала Бластърс, носят маски с лицето на Зинедин Зидан, символизирайки известната случка от финала на Световно първенство от 2006 г., когато Зидан удря с глава Матераци. По този начин се увеличава цялостното съперничество между двата отбора.

## Собственици
Създаденият навръх 24 май тим е с най-много босове в индийската Суперлига. Тимът от град Кочин – Перлата на Арабско море, има цели петима собственици.
Лицето на отбора е легендата не само на индийския, но и на световния крикет – Салих Тендулкар. Именно от него идва името на тима – „Бластър“. По време на състезателната си кариера 44-годишният Тиндулкар е известен като „Мастър Бластър“. Blast на английски език означава „взрив“. На терена за крикет той е истинска бомба. От друга страна Керала е името на щата, в който се намира Кочи.
Трима от другите собственици на клуба са свързани с филмовата индустрия. Ширанджееви и Акинени Негаржуна са прочути актьори, Алу Аравинд е продуцент. Петият бос в Керала е фармацевтичният и телевизионен магнат Нимагада Прасад.

## Екипировка и спонсор
| Период    | Екипи   | Спонсор |
| --------- | ------- | ------- |
| 2014–2015 | Puma    | Muthoot |
| 2016      | N/A     | Muthoot |
| 2017–     | Admiral | Muthoot |

## Успехи
- Индийска Суперлига:
  - Финалист (3): 2014, 2016, 2021/22

## Състав
| №             | Нац.    | Играч              | Роден          | Последен отбор      |
| Вратари       | Вратари | Вратари            | Вратари        | Вратари             |
| ------------- | ------- | ------------------ | -------------- | ------------------- |
| 24            |         | Сандип Нанди       | 15 януари 1975 | Мохун Баган         |
| 30            |         | Луис Барето        | 14.10.1980     | Ийст Бенгал         |
| 70            |         | Дейвид Джеймс      | 01.08.1970     | ИБВ Вестманаея      |
| Защитници     |         |                    |                |                     |
| 2             |         | Седрик Онбар       | 13.07.1980     | Аячо                |
| 3             |         | Джейми Макалистър  | 26.04.1978     | Йоувил Таун         |
| 4             |         | Рамандип Сингх     | 27.06.1991     | Ер Индия            |
| 5             |         | Нирмал Четри       | 21.10.1990     | Мохун Баган         |
| 15            |         | Сандеш Джхинган    | 21.07.1993     | Юнайтед Сиким       |
| 16            |         | Гурвиндер Сингх    | 16.04.1986     | ФК Ийст Бенгал      |
| 22            |         | Рафаел Роми        | 26.02.1981     | СА Бастия           |
| 23            |         | Авинабо Баг        | 08.09.1989     | Пайлан Ароус        |
| 29            |         | Саумиг Дей         | 20.04.1984     | ФК Ийст Бенгал      |
| 32            |         | Колин Фалви        | 20.06.1985     | Чарлстън Батъри     |
| 44            |         | Ервин Шпицнер      | 29.04.1994     | Атлетико Паранаенсе |
| Полузащитници |         |                    |                |                     |
| 6             |         | Ренеди Сингх       | 20.06.1979     | Шилонг Ладжонг      |
| 7             |         | Сушант Матю        | 18.05.1981     | Рангдаджид Юнайтед  |
| 11            |         | Ишфак Ахмед        | 17.03.1983     | ФК Ийст Бенгал      |
| 13            |         | Дулип Менон        | 28.04.1987     | Сентръл Иксайз      |
| 14            |         | Мехтаб Хосаин      | 13.10.1985     | ФК Ийст Бенгал      |
| 18            |         | Пен Орджи          | 04.04.1991     | Мохамедан           |
| 21            |         | Годуин Франко      | 16.02.1985     | Демпо               |
| 25            |         | Стивън Пиърсън     | 02.10.1982     | Бристъл Сити        |
| 85            |         | Пулга              | 06.11.1985     | Калитеа             |
| Нападатели    |         |                    |                |                     |
| 8             |         | Майкъл Чопра       | 23.12.1983     | Блекпул             |
| 9             |         | Педро Гусмао       | 04.06.1992     | Атлетико Паранаенсе |
| 10            |         | Иън Хюм            | 30.10.1983     | Престън Норт Енд    |
| 12            |         | Чинадорай Сабетх   | 02.12.1990     | Мохун Баган         |
| 27            |         | Андрю Барисич      | 22.03.1986     | Саут Чайна          |
| 88            |         | Милагрес Гонсалвеш | 24 януари 1987 | Салгаокар           |

## Статистика

### Сезон по сезон
| Сезон   | Суперлига | Суперлига | Суперлига | Суперлига | Суперлига | Суперлига | Суперлига | Суперлига | Финали   | Голмайстор                  | Голмайстор | Голмайстор |
| Сезон   | М         | П         | Р         | З         | ВГ        | ДГ        | Т         | Място     | Финали   | Играч                       | Голове     |            |
| ------- | --------- | --------- | --------- | --------- | --------- | --------- | --------- | --------- | -------- | --------------------------- | ---------- | ---------- |
| 2014    | 14        | 5         | 4         | 5         | 9         | 11        | 19        | 4-то      | Финалист | Иън Хюм                     | 5          |            |
| 2015    | 14        | 3         | 4         | 7         | 22        | 27        | 13        | 8-о       | -        | Антонио Джерман Крис Дъгнъл | 6          |            |
| 2016    | 14        | 6         | 4         | 4         | 12        | 14        | 22        | 2-ро      | Финалист | C.K. Винет                  | 5          |            |
| 2017/18 | 0         | 0         | 0         | 0         | 0         | 0         | 0         | TBD       | TBD      | TBD                         | TBD        |            |

### Почетни листи
| Място | Име             | Голове |
| ----- | --------------- | ------ |
| 1     | Крис Дъгнъл     | 6      |
| 1     | Мохамед Рафи    | 6      |
| 1     | Антонио Джерман | 6      |
| 4     | Иъм Хюм         | 5      |
| 4     | C.K. Винет      | 5      |
| 6     | Кервънс Белфорт | 3      |

| Място | Играч           | Мачове |
| ----- | --------------- | ------ |
| 1     | Сандеш Джинган  | 41     |
| 2     | Мехтаб Хосайн   | 38     |
| 3     | Седрик Ангбарт  | 30     |
| 4     | Ишфак Ахмед     | 25     |
| 4     | Хосу            | 25     |
| 6     | Антонио Джерман | 23     |

## Известни играчи
- Дейвид Джеймс (2014)
- Димитър Бербатов (2017 – 2018) - (8 мача - 1 гол)
- Уес Браун (2017 – 2018)

## Български футболисти
- Димитър Бербатов: 2017/18 - (8 мача - 1 гол)